# 丹尼尔·苏利莫夫
丹尼尔·叶戈罗维奇·苏利莫夫（俄语：Дании́л Его́рович Сули́мов，1890年12月21日（儒略历1891年1月2日）—1937年11月27日）他是全联盟共产党（布尔什维克）中央组织局委员、彼尔姆市执行委员会主席、乌拉尔地方委员会第一书记，1937年被捕遭到枪杀，1956年平反恢复党籍。